# Tuzie

Tuzie este o comună în departamentul Charente, Franța. În 1 ianuarie 2018 avea o populație de 184 de locuitori.